# Уїнський район
Уїнський район (рос. Уинский район) — адміністративно-територіальна одиниця в складі Пермського краю Росії.
Адміністративний центр району — село Уїнське.
Утворений 16 листопада 1923 року спочатку як Судинський район Кунгурского округу; під нинішньою назвою — з 15 вересня 1926 року. Двічі скасовувався і включався до складу сусідніх районів; в нинішньому статусі з 30 грудня 1966 року.
Характеризується значною лісистістю — більше 50 % території. Національний склад (2007 рік): росіяни — 63,9 %, татари — 33,4 %.

## Географія
Район знаходиться в південно-східній частині краю. Межує на півночі з Кунгурським і Ординський районами, на сході — з Ординським, на півдні — з Жовтневим і Чернушинським, на заході — з Бардимським районом. Його площа 1555,3 км².
Головна водна артерія району — річка Ірень (ліва притока річки Силви), що має багато приток, найбільші з яких — Сип, Аспа, Телес.

## Економіка
Структура промислового виробництва району представлена в основному харчової, лісової та деревообробної промисловістю.
Сільське господарство має м'ясо-молочно-зерновий напрямок. В районі функціонує 15 господарств.